# Elaphoglossum ovalauense
Elaphoglossum ovalauense är en träjonväxtart som beskrevs av Vladimír Joseph Krajina. Elaphoglossum ovalauense ingår i släktet Elaphoglossum och familjen Dryopteridaceae. Inga underarter finns listade.